# Томасвілл (Міссурі)
Томасвілл (англ. Thomasville) — переписна місцевість (CDP) в США, в окрузі Орегон штату Міссурі. Населення — 23 особи (2020).

## Географія
Томасвілл розташований за координатами 36°47′27″ пн. ш. 91°32′2″ зх. д. / 36.79083° пн. ш. 91.53389° зх. д. (36.790741, -91.533944).  За даними Бюро перепису населення США в 2010 році переписна місцевість мала площу 0,98 км², з яких 0,97 км² — суходіл та 0,02 км² — водойми.

## Демографія
Згідно з переписом 2010 року, у переписній місцевості мешкало 68 осіб у 32 домогосподарствах у складі 21 родини. Густота населення становила 69 осіб/км².  Було 41 помешкання (42/км²).
Расовий склад населення:
| - 100,0 % — білих |

До двох чи більше рас належало 0,0 %. Частка іспаномовних становила 1,5 % від усіх жителів.
За віковим діапазоном населення розподілялося таким чином: 19,1 % — особи молодші 18 років, 57,4 % — особи у віці 18—64 років, 23,5 % — особи у віці 65 років та старші. Медіана віку мешканця становила 48,0 року. На 100 осіб жіночої статі у переписній місцевості припадало 106,1 чоловіків;  на 100 жінок у віці від 18 років та старших — 103,7 чоловіків також старших 18 років.
Цивільне працевлаштоване населення становило 16 осіб. Основні галузі зайнятості: сільське господарство, лісництво, риболовля — 56,3 %.